# Andaraba
Andaraba (també Andarab) és un poblet del Turkmenistan, proper a Merv. És rellevant perquè el seljúcida Sandjar (sultà 1118-1153) hi va construir un castell o fortalesa. L'esmenta Vassil Vladímirovitx Bartold a la seva obra Istoriya orosheniya Turkestana, editada i publicada l'any 1914.